# Communauté de communes de la Dombes
Die Communauté de communes de la Dombes ist ein französischer Gemeindeverband mit der Rechtsform einer Communauté de communes im Département Ain. 
Sie wurde am 1. Dezember 2016 gegründet und umfasst 36 Gemeinden. Der Verwaltungssitz befindet sich im Ort Châtillon-sur-Chalaronne.

## Historische Entwicklung
Der Gemeindeverband entstand mit Wirkung vom 1. Januar 2017 aus der Fusion der Vorgängerorganisationen Communauté de communes Chalaronne Centre, Communauté de communes Centre Dombes und Communauté de communes du Canton de Chalamont.

## Mitgliedsgemeinden
| Gemeinde                            | Einwohner 1. Januar 2022 | Fläche km² | Dichte Einw./km² | Code INSEE | Postleitzahl |
| ----------------------------------- | ------------------------ | ---------- | ---------------- | ---------- | ------------ |
| Baneins                             | 618                      | 8,91       | 69               | 01028      | 01990        |
| Birieux                             | 280                      | 15,83      | 18               | 01045      | 01330        |
| Bouligneux                          | 323                      | 26,09      | 12               | 01052      | 01330        |
| Chalamont                           | 2.544                    | 32,88      | 77               | 01074      | 01320        |
| Chaneins                            | 1.041                    | 12,63      | 82               | 01083      | 01990        |
| Châtenay                            | 358                      | 14,95      | 24               | 01090      | 01320        |
| Châtillon-la-Palud                  | 1.675                    | 14,01      | 120              | 01092      | 01320        |
| Châtillon-sur-Chalaronne            | 5.154                    | 17,98      | 287              | 01093      | 01400        |
| Condeissiat                         | 815                      | 21,64      | 38               | 01113      | 01400        |
| Crans                               | 316                      | 13,23      | 24               | 01129      | 01320        |
| Dompierre-sur-Chalaronne            | 453                      | 4,78       | 95               | 01146      | 01400        |
| La Chapelle-du-Châtelard            | 391                      | 13,37      | 29               | 01085      | 01240        |
| L’Abergement-Clémenciat             | 859                      | 15,95      | 54               | 01001      | 01400        |
| Lapeyrouse                          | 337                      | 20,04      | 17               | 01207      | 01330        |
| Le Plantay                          | 569                      | 19,96      | 29               | 01299      | 01330        |
| Marlieux                            | 1.186                    | 16,85      | 70               | 01235      | 01240        |
| Mionnay                             | 2.309                    | 19,62      | 118              | 01248      | 01390        |
| Monthieux                           | 673                      | 10,75      | 63               | 01261      | 01390        |
| Neuville-les-Dames                  | 1.540                    | 26,59      | 58               | 01272      | 01400        |
| Relevant                            | 467                      | 12,38      | 38               | 01319      | 01990        |
| Romans                              | 628                      | 22,32      | 28               | 01328      | 01400        |
| Saint-André-de-Corcy                | 3.369                    | 20,73      | 163              | 01333      | 01390        |
| Saint-André-le-Bouchoux             | 427                      | 9,32       | 46               | 01335      | 01240        |
| Sainte-Olive                        | 357                      | 7,39       | 48               | 01382      | 01330        |
| Saint-Georges-sur-Renon             | 214                      | 5,66       | 38               | 01356      | 01400        |
| Saint-Germain-sur-Renon             | 262                      | 15,80      | 17               | 01359      | 01240        |
| Saint-Marcel                        | 1.300                    | 11,64      | 112              | 01371      | 01390        |
| Saint-Nizier-le-Désert              | 922                      | 24,96      | 37               | 01381      | 01320        |
| Saint-Paul-de-Varax                 | 1.637                    | 25,97      | 63               | 01383      | 01240        |
| Saint-Trivier-sur-Moignans          | 1.910                    | 41,99      | 45               | 01389      | 01990        |
| Sandrans                            | 578                      | 29,02      | 20               | 01393      | 01400        |
| Sulignat                            | 605                      | 10,80      | 56               | 01412      | 01400        |
| Valeins                             | 131                      | 4,36       | 30               | 01428      | 01140        |
| Versailleux                         | 500                      | 18,77      | 27               | 01434      | 01330        |
| Villars-les-Dombes                  | 5.059                    | 24,65      | 205              | 01443      | 01330        |
| Villette-sur-Ain                    | 763                      | 19,38      | 39               | 01449      | 01320        |
| Communauté de communes de la Dombes | 40.570                   | 631,20     | 64               | –          | –            |